# 舒跑杯路跑賽
舒跑杯路跑競賽（Supau Cup Mini Marathon）是中華民國1982年創辦的路跑比賽，於臺北市、臺中市以及高雄市皆有舉辦，中華民國路跑協會和維他露食品共同主辦。因其報名費低廉，並提供舒跑运动饮料暢飲服務，廣受臺灣跑者好評。

## 歷史
- 1976年，首次在臺中市舉辦「萬人健行大會」。
- 1982年，開始在臺中市舉辦「第一屆舒跑杯路跑賽」。
- 2001年，增設「舒跑杯全國攝影大賽」。
- 2002年，首度移師到臺北市舉辦「第一屆舒跑杯路跑賽」（起點中正紀念堂，沿仁愛路到光復南路再回到起點），並以世界最大的舒跑鋁罐勇奪金氏世界紀錄。
- 2005年、2009年，臺中縣政府與臺中市政府之邀，與中華民國路跑協會擴大舉辦跨縣市的「舒跑2005TBIM台灣大道國際馬拉松比賽」、「舒跑2009TBIM台灣大道國際馬拉松比賽」，競賽成績列入國際田徑總會。
- 2015年首度移師至高雄市舉辦，成為全國唯一在臺灣北中南三地舉辦之最大型路跑賽事。

## 賽事

### 臺中市
資料以最新一屆為標準

#### 分組
- 競賽組
  - 10公里
    - 男乙組：民國40～49年出生者
    - 男丙組：民國50～59年出生者
    - 男丁組：民國60～69年出生者
    - 男戊組：民國70～81年出生者

- - 6公里
    - 男高齡組：民國29年以前出生者
    - 男甲組：民國30～39年出生者
    - 男己組：民國82～85年出生者
    - 男庚組：民國86年以後出生者
    - 女甲組：民國49年以前出生者
    - 女乙組：民國50～59年出生者
    - 女丙組：民國60～69年出生者
    - 女丁組：民國70～81年出生者
    - 女戊組：民國82～85年出生者
    - 女己組：民國86年以後出生者

休閒組
- 不限性別、年齡都可參加，無競賽亦不計算成績
- 報名：個人、機關學校團體

## 外部連結
- 維他露基金會－公益活動 體育活動 （页面存档备份，存于）
- 維他露食品公司 （页面存档备份，存于）
- 舒跑－歷年活動 （页面存档备份，存于）
- 舒跑杯網路報名系統 （页面存档备份，存于）